# イエロードッグ
イエロードッグ（英：Far from Home: The Adventures of Yellow Dog）は1995年の映画。アメリカで1995年1月13日公開、日本ではビデオスルー。

## ストーリー
仲良しのアンガスと犬のイエローは、父親と一緒に海に出るが見知らぬ島に遭難してしまう。

## キャスト
- アンガス：ジェシー・ブラッドフォード（広田雅宣）
- キャサリン：ミミ・ロジャース（駒塚由衣）
- ジョン：ブルース・デイヴィソン（佐々木勝彦）
- ゲイル：トム・バウアー（大塚芳忠）
- サイラス：ジョエル・パーマー（矢島晶子）
- サラ：マーゴット・フィンリー（押谷芽衣）
- デビッド：ジョシュ・ワナメイカー（車宗洸）

## スタッフ
- 監督・脚本:フィリップ・ボーソス
- 製作:ピーター・オブライアン
- 撮影:ジェームズ・ガードナー
- 撮影監督:ジェームズ・ガードナー
- 音楽:ジョン・スコット
- 配給：20世紀フォックス映画
- 字幕翻訳：古田由紀子

### 日本語版
- 翻訳：たかしまちせこ
- 演出：蕨南勝之
- 調整：土屋雅紀